# Hlavní intervence
Hlavní intervence je procesní institut upraven v § 91a občanského soudního řádu, který umožňuje třetí osobě (hlavní intervenient) napadnout žalobou účastníky probíhajícího řízení a uplatnit tak vlastní právo k předmětu řízení, např. v průběhu řízení o reivindikační žalobě podá třetí osoba (hlavní intervient) žalobu proti oběma účastníkům řízení, ve  které se bude domáhát vydání téže věci, na základě tvrzení vlastnického práva k ní. Jde o zahájení nového řízení, ve kterém vystupuje hlavní intervenient jako žalobce, účastníci původního řízení nyní vystupují na straně žalované. Toto nové řízení se připojuje na základě § 112 OSŘ k  původně zahájenému řízení. Smyslem je, aby se spor o  právo k témuž předmětu vyřešil najednou, hlavní intervenient může svůj nárok uplatnit kdykoli za řízení, až do pravomocného skončení původního řízení (§ 91a OSŘ).